# Gargas (Haute-Garonne)
Pour les articles homonymes, voir Gargas.
Gargas est une commune française située dans le nord du département de la Haute-Garonne, en région Occitanie. Sur le plan historique et culturel, la commune est dans le Frontonnais, un pays entre Garonne et Tarn constitué d'une succession de terrasses caillouteuses qui ont donné naissance à de riches terroirs, réputés pour leus vins et leurs fruits.
Exposée à un climat océanique altéré, elle est drainée par le Girou et par divers autres petits cours d'eau.
Gargas est une commune rurale qui compte 758 habitants en 2022, après avoir connu une forte hausse de la population depuis 1975. Elle fait partie de l'aire d'attraction de Toulouse. Ses habitants sont appelés les Gargasois ou  Gargasoises.

## Géographie

### Localisation
La commune de Gargas se trouve dans le département de la Haute-Garonne, en région Occitanie.
Elle se situe à 17 km à vol d'oiseau de Toulouse, préfecture du département, et à 12 km de Villemur-sur-Tarn, bureau centralisateur du canton de Villemur-sur-Tarn dont dépend la commune depuis 2015 pour les élections départementales.
La commune fait en outre partie du bassin de vie de Toulouse.
Les communes les plus proches sont : 
Villariès (2,0 km), Labastide-Saint-Sernin (2,0 km), Vacquiers (2,6 km), Cépet (3,0 km), Villeneuve-lès-Bouloc (3,6 km), Bazus (4,7 km), Montberon (4,7 km), Gratentour (4,9 km).
Sur le plan historique et culturel, Gargas fait partie du Frontonnais, un pays entre Garonne et Tarn constitué d'une succession de terrasses caillouteuses qui ont donné naissance à de riches terroirs, réputés pour leurs vins et leurs fruits.
Gargas est limitrophe de cinq autres communes.
Les communes limitrophes sont  Cépet, Labastide-Saint-Sernin, Vacquiers, Villariès et Villeneuve-lès-Bouloc.
| Villeneuve-lès-Bouloc | Vacquiers              |           |
|                       | Gargas                 | Villariès |
| Cépet                 | Labastide-Saint-Sernin |           |

### Hydrographie

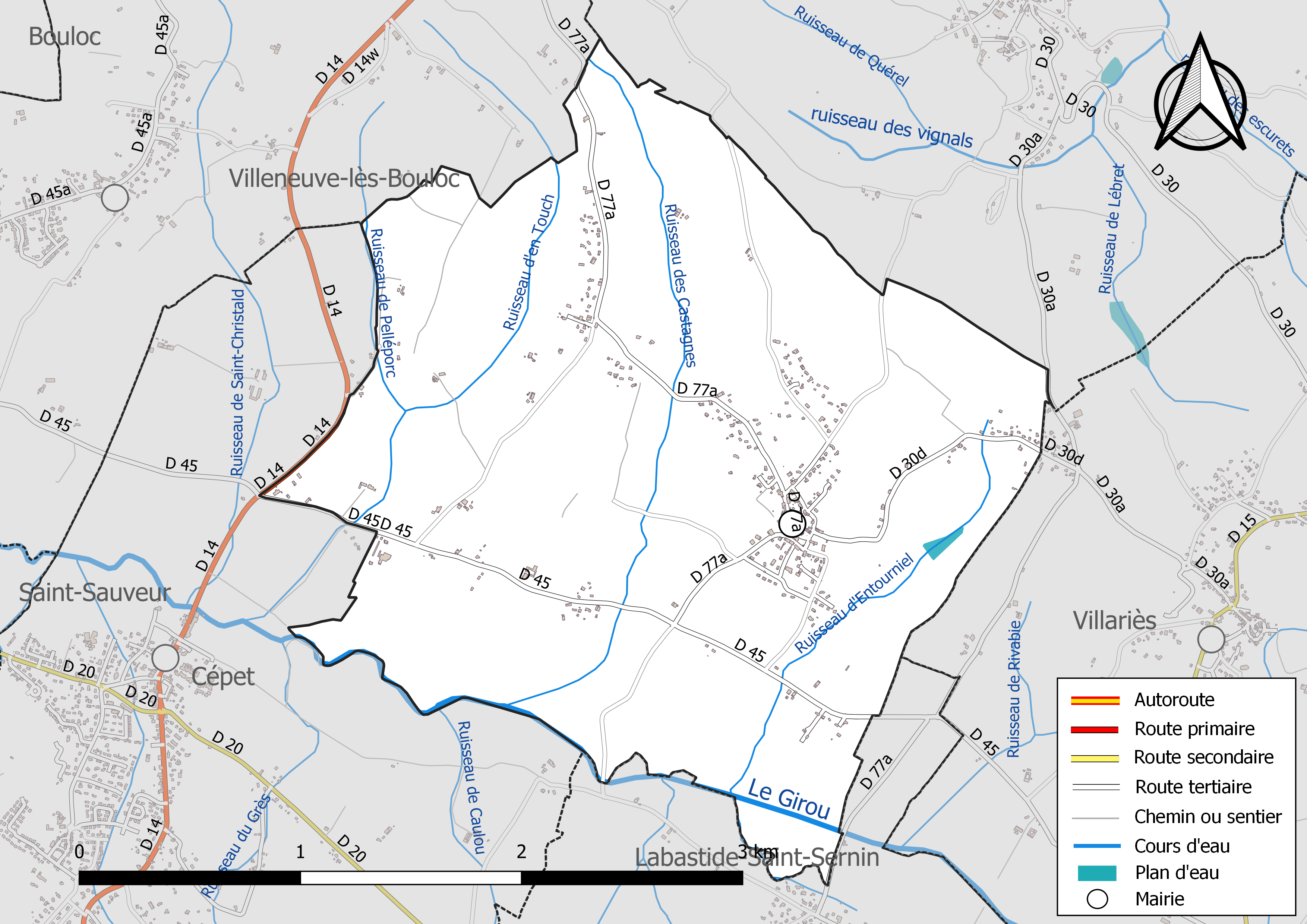
Réseaux hydrographique et routier de Gargas.

La commune est dans le bassin de la Garonne, au sein du bassin hydrographique Adour-Garonne. Elle est drainée par le Girou, le Vieux Girou, le ruisseau de Caulou, le ruisseau de la Coudoumine, le ruisseau d'en Touch, le ruisseau d'Entourniel, le ruisseau de Pelléporc et le ruisseau des Castagnes, constituant un réseau hydrographique de 11 km de longueur totale,.
Le Girou, d'une longueur totale de 64,5 km, prend sa source dans la commune de Puylaurens (81) et s'écoule du sud-est vers le nord-ouest. Il traverse la commune et se jette dans l'Hers-Mort à Saint-Jory, après avoir traversé 31 communes.

### Climat
Pour des articles plus généraux, voir Climat de l'Occitanie et Climat de la Haute-Garonne.
En 2010, le climat de la commune est de type climat du Bassin du Sud-Ouest, selon une étude s'appuyant sur une série de données couvrant la période 1971-2000. En 2020, Météo-France publie une typologie des climats de la France métropolitaine dans laquelle la commune est exposée à un climat océanique altéré et est dans la région climatique Aquitaine, Gascogne, caractérisée par une pluviométrie abondante au printemps, modérée en automne, un faible ensoleillement au printemps, un été chaud (19,5 °C), des vents faibles, des brouillards fréquents en automne et en hiver et des orages fréquents en été (15 à 20 jours).
Pour la période 1971-2000, la température annuelle moyenne est de 13,1 °C, avec une amplitude thermique annuelle de 15,9 °C. Le cumul annuel moyen de précipitations est de 736 mm, avec 9,9 jours de précipitations en janvier et 5,5 jours en juillet. Pour la période 1991-2020, la température moyenne annuelle observée sur la station météorologique la plus proche, située sur la commune de Blagnac à 15 km à vol d'oiseau, est de 14,2 °C et le cumul annuel moyen de précipitations est de 627,0 mm,. Pour l'avenir, les paramètres climatiques de la commune estimés pour 2050 selon différents scénarios d'émission de gaz à effet de serre sont consultables sur un site dédié publié par Météo-France en novembre 2022.

### Milieux naturels et biodiversité
Aucun espace naturel présentant un intérêt patrimonial n'est recensé sur la commune dans l'inventaire national du patrimoine naturel,,.

## Urbanisme

### Typologie
Au 1er janvier 2024, Gargas est catégorisée commune rurale à habitat dispersé, selon la nouvelle grille communale de densité à sept niveaux définie par l'Insee en 2022.
Elle est située hors unité urbaine. Par ailleurs la commune fait partie de l'aire d'attraction de Toulouse, dont elle est une commune de la couronne,. Cette aire, qui regroupe 527 communes, est catégorisée dans les aires de 700 000 habitants ou plus (hors Paris),.

### Occupation des sols
L'occupation des sols de la commune, telle qu'elle ressort de la base de données européenne d’occupation biophysique des sols Corine Land Cover (CLC), est marquée par l'importance des territoires agricoles (95,8 % en 2018), en diminution par rapport à 1990 (100 %). La répartition détaillée en 2018 est la suivante : 
terres arables (72,7 %), zones agricoles hétérogènes (18,5 %), prairies (4,6 %), zones urbanisées (4,2 %). L'évolution de l’occupation des sols de la commune et de ses infrastructures peut être observée sur les différentes représentations cartographiques du territoire : la carte de Cassini (XVIIIe siècle), la carte d'état-major (1820-1866) et les cartes ou photos aériennes de l'IGN pour la période actuelle (1950 à aujourd'hui).

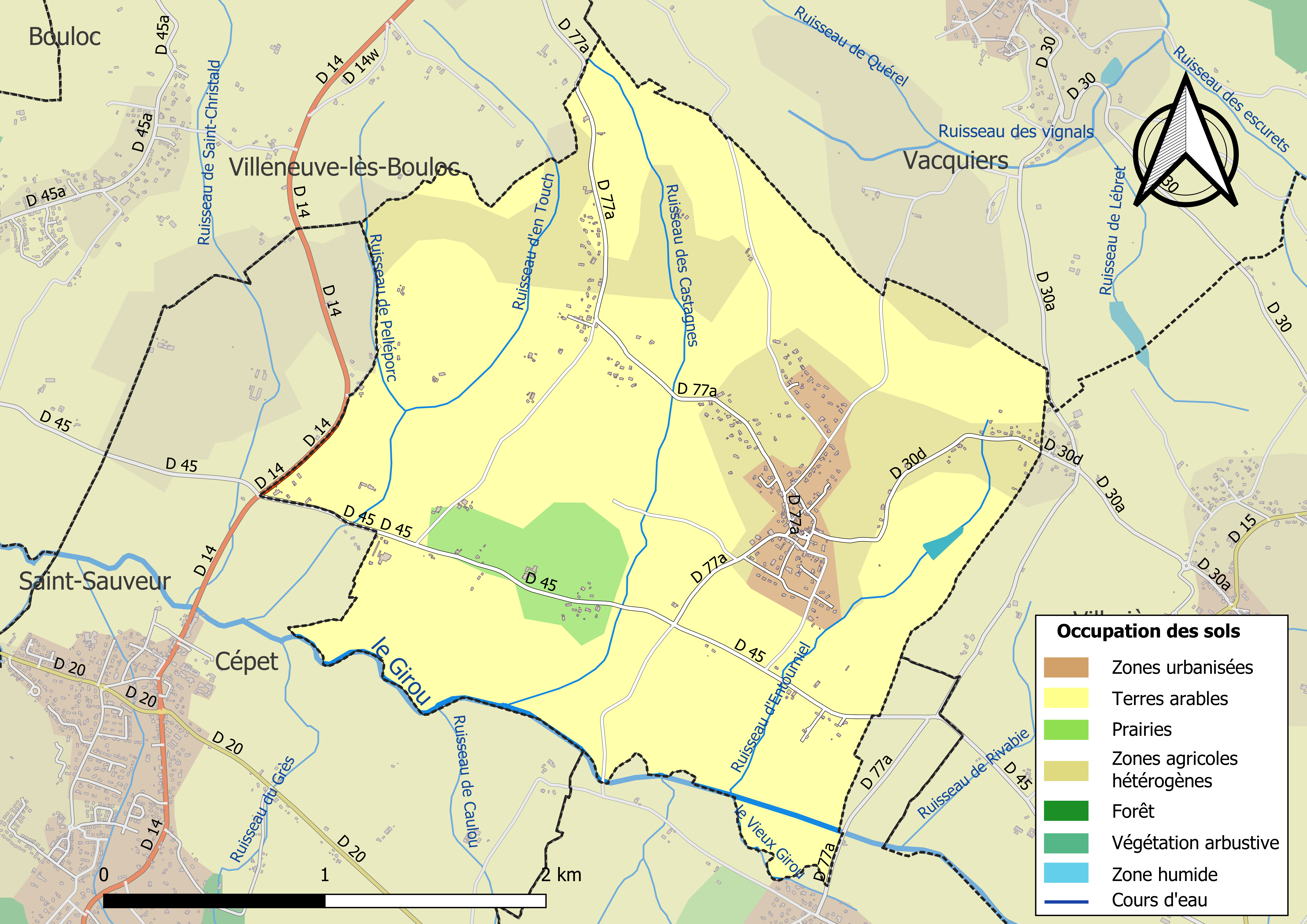
Carte des infrastructures et de l'occupation des sols de la commune en 2018 (CLC).

### Voies de communication et transports
Une ligne du réseau Lio permet de relier la commune à Toulouse et aux communes voisines :
- La ligne 329 part de la station Borderouge jusqu'à Villariès en passant par le centre de la commune.

### Risques majeurs
Le territoire de la commune de Gargas est vulnérable à différents aléas naturels : météorologiques (tempête, orage, neige, grand froid, canicule ou sécheresse), inondations et séisme (sismicité très faible). Un site publié par le BRGM permet d'évaluer simplement et rapidement les risques d'un bien localisé soit par son adresse soit par le numéro de sa parcelle.
Certaines parties du territoire communal sont susceptibles d’être affectées par le risque d’inondation par débordement de cours d'eau, notamment le Girou. La commune a été reconnue en état de catastrophe naturelle au titre des dommages causés par les inondations et coulées de boue survenues en 1982, 1992, 1999 et 2009,.

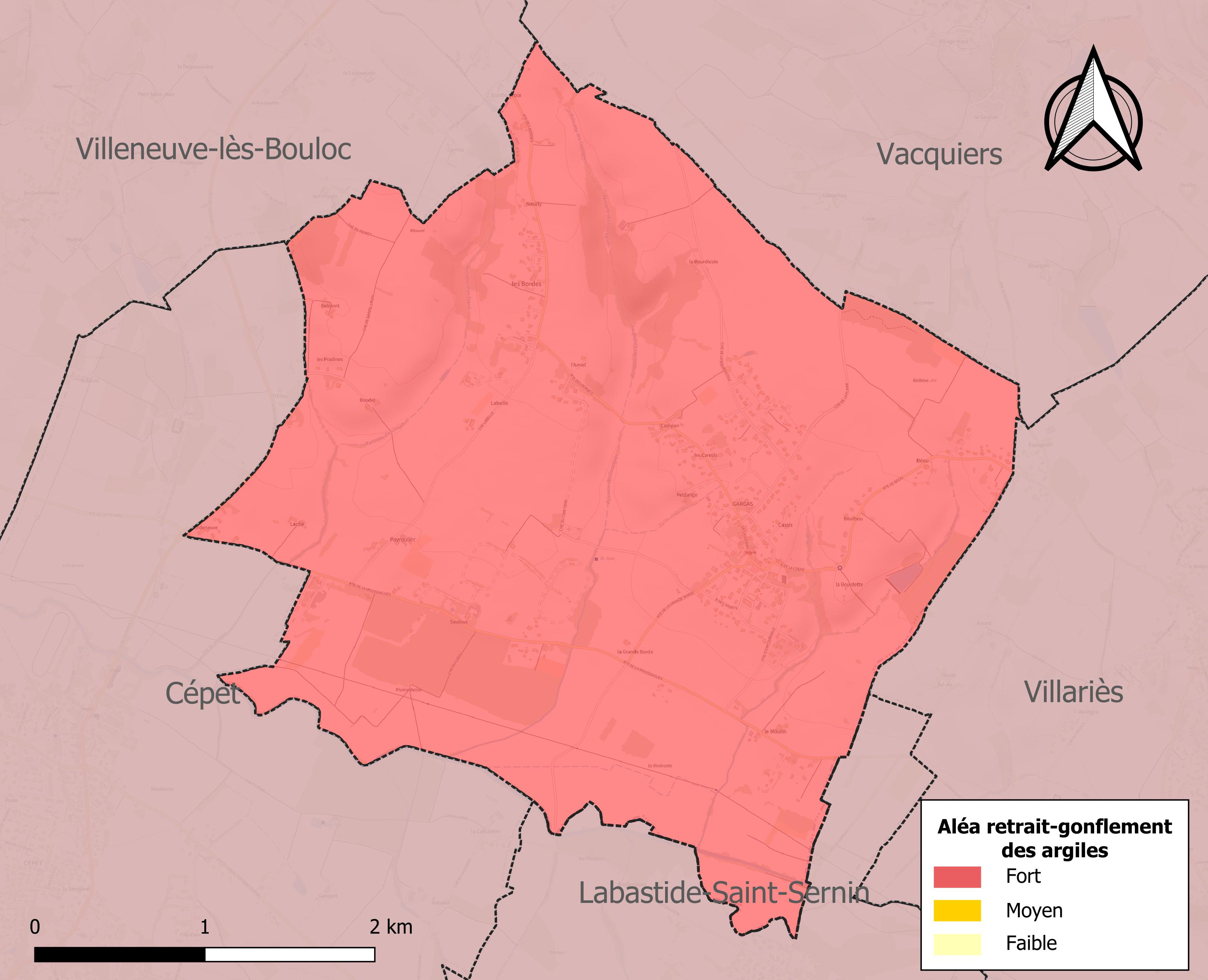
Carte des zones d'aléa retrait-gonflement des sols argileux de Gargas.

Le retrait-gonflement des sols argileux est susceptible d'engendrer des dommages importants aux bâtiments en cas d’alternance de périodes de sécheresse et de pluie. La totalité de la commune est en aléa moyen ou fort (88,8 % au niveau départemental et 48,5 % au niveau national). Sur les 268 bâtiments dénombrés sur la commune en 2019, 268 sont en aléa moyen ou fort, soit 100 %, à comparer aux 98 % au niveau départemental et 54 % au niveau national. Une cartographie de l'exposition du territoire national au retrait gonflement des sols argileux est disponible sur le site du BRGM,.
Par ailleurs, afin de mieux appréhender le risque d’affaissement de terrain, l'inventaire national des cavités souterraines permet de localiser celles situées sur la commune.
Concernant les mouvements de terrains, la commune a été reconnue en état de catastrophe naturelle au titre des dommages causés par la sécheresse en 1989, 1991, 1998, 2003, 2011, 2015 et 2017 et par des mouvements de terrain en 1999.

## Histoire

### Héraldique
| Gargas | Son blasonnement est : D'or à la lettre G capitale de gueules. |

## Politique et administration

### Administration municipale
Le nombre d'habitants au recensement de 2017 étant compris entre 500 habitants et 1 499 habitants, le nombre de membres du conseil municipal pour l'élection de 2020 est de quinze,.

### Rattachements administratifs et électoraux
Commune faisant partie de la cinquième circonscription de la Haute-Garonne de la communauté de communes du Frontonnais et du canton de Villemur-sur-Tarn (avant le redécoupage départemental de 2014, Gargas faisait partie de l'ex-canton de Fronton).

### Liste des maires
| Période                                  | Période  | Identité      | Étiquette         | Qualité |
| ---------------------------------------- | -------- | ------------- | ----------------- | ------- |
| Les données manquantes sont à compléter. |          |               |                   |         |
| 1985                                     | En cours | Janine Gibert | Sans étiquette SE |         |

## Population et société

### Démographie
L'évolution du nombre d'habitants est connue à travers les recensements de la population effectués dans la commune depuis 1793. Pour les communes de moins de 10 000 habitants, une enquête de recensement portant sur toute la population est réalisée tous les cinq ans, les populations de référence des années intermédiaires étant quant à elles estimées par interpolation ou extrapolation. Pour la commune, le premier recensement exhaustif entrant dans le cadre du nouveau dispositif a été réalisé en 2007.

En 2022, la commune comptait 758 habitants, en évolution de +10,01 % par rapport à 2016 (Haute-Garonne : +8,02 %, France hors Mayotte : +2,11 %).
| 1793 | 1800 | 1806 | 1821 | 1831 | 1836 | 1841 | 1846 | 1851 |
| ---- | ---- | ---- | ---- | ---- | ---- | ---- | ---- | ---- |
| 256  | 313  | 276  | 390  | 375  | 381  | 353  | 360  | 372  |

| 1856 | 1861 | 1866 | 1872 | 1876 | 1881 | 1886 | 1891 | 1896 |
| ---- | ---- | ---- | ---- | ---- | ---- | ---- | ---- | ---- |
| 343  | 334  | 353  | 323  | 329  | 302  | 307  | 279  | 261  |

| 1901 | 1906 | 1911 | 1921 | 1926 | 1931 | 1936 | 1946 | 1954 |
| ---- | ---- | ---- | ---- | ---- | ---- | ---- | ---- | ---- |
| 272  | 267  | 237  | 216  | 236  | 227  | 221  | 214  | 231  |

| 1962 | 1968 | 1975 | 1982 | 1990 | 1999 | 2006 | 2007 | 2012 |
| ---- | ---- | ---- | ---- | ---- | ---- | ---- | ---- | ---- |
| 198  | 172  | 262  | 316  | 425  | 520  | 590  | 600  | 668  |

| 2017 | 2022 | - | - | - | - | - | - | - |
| ---- | ---- | - | - | - | - | - | - | - |
| 685  | 758  | - | - | - | - | - | - | - |

| selon la population municipale des années : | 1968 | 1975 | 1982 | 1990 | 1999 | 2006 | 2009 | 2013 |
| Rang de la commune dans le département      | 412  | 247  | 253  | 222  | 208  | 207  | 209  | 207  |
| Nombre de communes du département           | 592  | 582  | 586  | 588  | 588  | 588  | 589  | 589  |

### Enseignement
Gargas fait partie de l'académie de Toulouse.
L'éducation est assurée sur la commune par les classes de la maternelle et élémentaire.

### Culture
Danse, bibliothèque,

### Activités sportives
Tir à l'arc, tennis, football, gymnastique, judo, équitation, chasse, pétanque, randonnée pédestre,

## Économie

### Revenus
En 2018  (données Insee publiées en septembre 2021), la commune compte 256 ménages fiscaux, regroupant 672 personnes. La médiane du revenu disponible par unité de consommation est de 25 670 € (23 140 € dans le département).

### Emploi
|                | 2008  | 2013  | 2018  |
| -------------- | ----- | ----- | ----- |
| Commune        | 2 %   | 4,5 % | 5,3 % |
| Département    | 7,7 % | 9,6 % | 9,3 % |
| France entière | 8,3 % | 10 %  | 10 %  |

En 2018, la population âgée de 15 à 64 ans s'élève à 439 personnes, parmi lesquelles on compte 79,5 % d'actifs (74,2 % ayant un emploi et 5,3 % de chômeurs) et 20,5 % d'inactifs,. Depuis 2008, le taux de chômage communal (au sens du recensement) des 15-64 ans est inférieur à celui de la France et du département.
La commune fait partie de la couronne de l'aire d'attraction de Toulouse, du fait qu'au moins 15 % des actifs travaillent dans le pôle,. Elle compte 82 emplois en 2018, contre 63 en 2013 et 59 en 2008. Le nombre d'actifs ayant un emploi résidant dans la commune est de 331, soit un indicateur de concentration d'emploi de 24,9 % et un taux d'activité parmi les 15 ans ou plus de 64,9 %.
Sur ces 331 actifs de 15 ans ou plus ayant un emploi, 48 travaillent dans la commune, soit 15 % des habitants. Pour se rendre au travail, 88,7 % des habitants utilisent un véhicule personnel ou de fonction à quatre roues, 3,6 % les transports en commun, 3,9 % s'y rendent en deux-roues, à vélo ou à pied et 3,7 % n'ont pas besoin de transport (travail au domicile).

### Activités hors agriculture
37 établissements sont implantés  à Gargas au 31 décembre 2019. Le tableau ci-dessous en détaille le nombre par secteur d'activité et compare les ratios avec ceux du département,.
| Secteur d'activité                                                                                        | Commune | Commune | Département |
| Secteur d'activité                                                                                        | Nombre  | %       | %           |
| --- | ------- | ------- | ----------- |
| Ensemble                                                                                                  | 37      |         |             |
| Industrie manufacturière, industries extractives et autres                                                | 3       | 8,1 %   | (5,7 %)     |
| Construction                                                                                              | 8       | 21,6 %  | (12 %)      |
| Commerce de gros et de détail, transports, hébergement et restauration                                    | 9       | 24,3 %  | (25,9 %)    |
| Information et communication                                                                              | 3       | 8,1 %   | (4,1 %)     |
| Activités financières et d'assurance                                                                      | 1       | 2,7 %   | (3,8 %)     |
| Activités immobilières                                                                                    | 1       | 2,7 %   | (4,2 %)     |
| Activités spécialisées, scientifiques et techniques et activités de services administratifs et de soutien | 8       | 21,6 %  | (19,8 %)    |
| Autres activités de services                                                                              | 4       | 10,8 %  | (7,9 %)     |

Le secteur du commerce de gros et de détail, des transports, de l'hébergement et de la restauration est prépondérant sur la commune puisqu'il représente 24,3 % du nombre total d'établissements de la commune (9 sur les 37 entreprises implantées  à Gargas), contre 25,9 % au niveau départemental.

### Agriculture
|               | 1988 | 2000 | 2010 | 2020 |
| ------------- | ---- | ---- | ---- | ---- |
| Exploitations | 16   | 11   | 9    | 8    |
| SAU (ha)      | 421  | 351  | 342  | 339  |

La commune est dans le Lauragais, une petite région agricole occupant le nord-est du département de la Haute-Garonne, dont les coteaux portent des grandes cultures en sec avec une dominante blé dur et tournesol. En 2020, l'orientation technico-économique de l'agriculture  sur la commune est la culture de céréales et/ou d'oléoprotéagineuses. Huit exploitations agricoles ayant leur siège dans la commune sont dénombrées lors du recensement agricole de 2020 (16 en 1988). La superficie agricole utilisée est de 339 ha,,.

## Culture locale et patrimoine

### Lieux et monuments

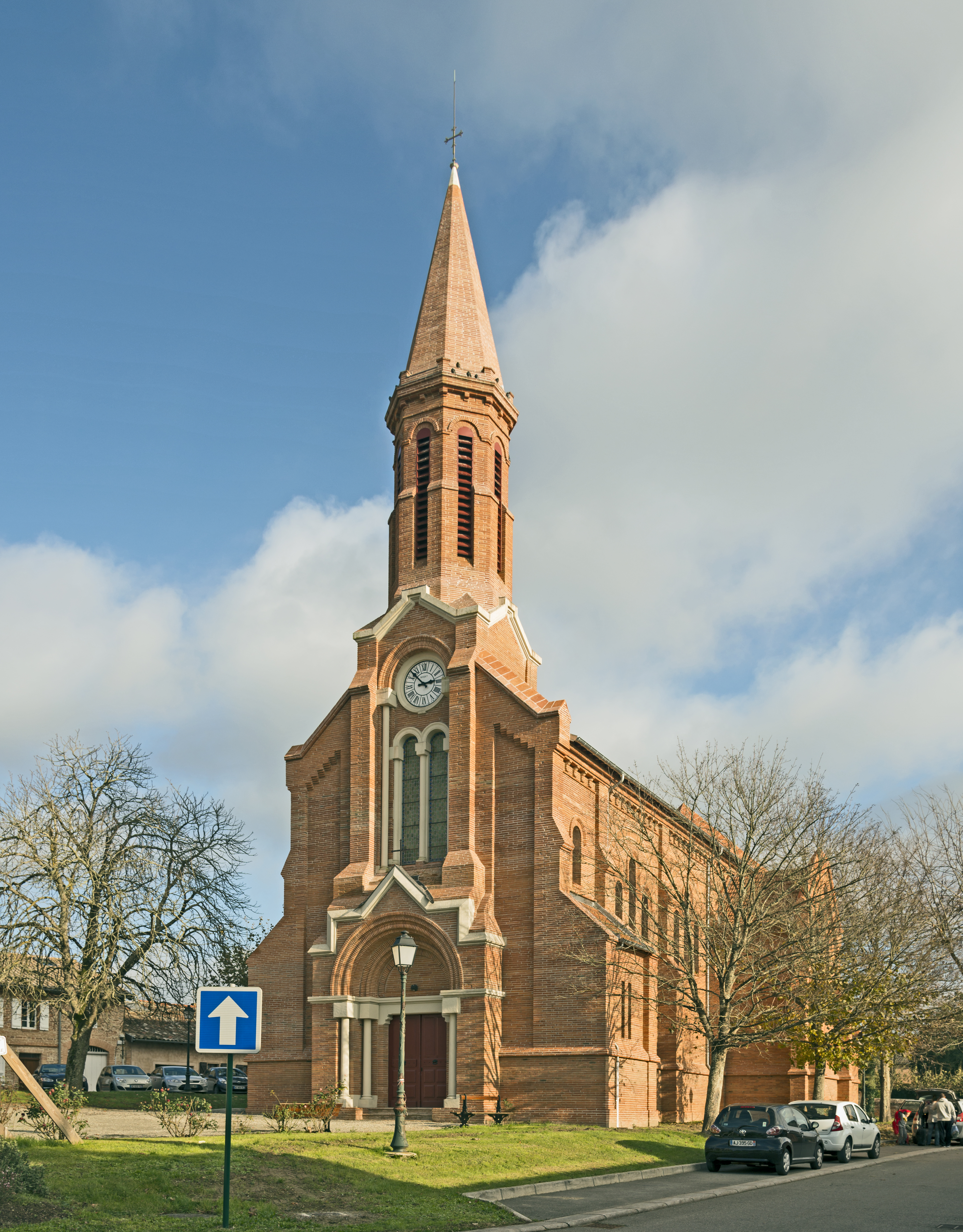
L'église Saint-Pierre, récemment rénovée.

- Église Saint-Pierre.

### Personnalités liées à la commune
- Sylvia Pinel dont son père, Michel Pinel, a été conseiller municipal de la commune[37].

## Pour approfondir